# Investissement socialement responsable en France
L'investissement socialement responsable en France est l'ensemble des investissements socialement responsables pratiqués par des fonds d'investissement français ou en France.

## Histoire
Le Forum pour l'investissement responsable est créé en 2001 afin de rassembler les acteurs de l'ISR en France et permettre sa promotion au niveau du pays et de l'Europe. Elle regroupe des acteurs tout au long de la chaîne de valeur de l'ISR, des investisseurs aux sociétés de gestion, en passant par les courtiers, les agences de notations extra-financières, les organisations syndicales, et les personnalités qualifiées. Le Forum lance, en 2005, un prix pour récompenser des travaux universitaires et octroyer des bourses de recherche. Une chaire consacrée à l'ISR est mise en place avec le soutien de l'AFG.
La tradition française d'investissement responsable se fonde sur l'approche best-in-universe, et non tant sur l'approche d'exclusion à l'anglo-saxonne.
Pour promouvoir l'ISR, l'association ORSE publie un guide fin 2009 qui permet un tour d'horizon complet et anticipe l'article 53 de la loi dite Grenelle I qui dispose : « L’investissement socialement responsable sera encouragé par des mécanismes incitatifs et des campagnes d’information ». Le législateur octroie à l'ISR une semaine, en 2010, sous l'égide du ministère du Développement durable.
Le Forum pour l'investissement responsable a mis en place une plateforme de dialogue entre investisseurs et entreprises appelée CorDial pour "Corporate Dialogue". L'objectif de cet outil est de permettre aux investisseurs d'effectuer des recommandations sur des questions de RSE. En 2010, le groupe de travail "CorDial" à traiter deux thèmes relevant du domaine de la "gouvernance" et du "social". En 2011, CorDial travaille sur le sujet des risques et opportunités des enjeux environnementaux.
En 2011, le Forum pour l'investissement responsable organise la seconde édition de la Semaine de l’ISR du 10 au 16 octobre. Cet événement est toujours placé sous le Haut patronage du Ministère de l’Écologie, du Développement Durable, des Transports et du Logement (MEDDTL). Au total, 54 événements ont été organisés partout en France et sur internet.
Pour la première fois, le FIR s'est associé à l’agence de notation française Vigeo afin de remettre un prix commun récompensant les entreprises qui développent les meilleures pratiques en matière de gouvernance responsable. Ce prix s’est inscrit dans le cadre de la Semaine de l’ISR 2011. Pour cette édition, le jury a décidé de prendre en compte la performance des entreprises sur des critères relatifs aux principes, objectifs et risques Responsabilité Sociétale des Entreprises (RSE) dans la gouvernance d’entreprise. Le Prix FIR-Vigeo a été décerné sur base des indices suivants : STOXX Europe 50, CAC 40 et SBF 120. La logique veut que chaque année le prix soit remis sur la base d’un critère E(environnement), S (Social) ou G (Gouvernance), indissociable de la notion d’ISR en France.
L'édition 2015 de la Semaine de l'ISR se déroule du 5 au 11 octobre 2015, elle est placée sous le haut-patronage du ministère des Finances et des Comptes publics. Michel Sapin, présent au lancement de la Semaine le 28 septembre annonce officiellement un label ISR soutenu par les pouvoirs publics.
La Semaine de l'ISR évolue en 2016 pour devenir la Semaine de la finance responsable. L'édition 2016, qui se déroulera du 26 septembre au 2 octobre continue de parler d'ISR mais englobera aussi d'autres formes d'investissement visant un impact environnemental ou social comme la finance solidaire ou le financement participatif à impact environnemental/sociétal. Elle est lancée le 26 septembre en présence de Ségolène Royal qui annonce un label "financement participatif pour la croissance verte".
En 2017, les Ateliers de la Finance Responsable fêtent leurs 10 ans. Ils contribuent à faire connaître la finance responsable aux associations et fondations. Un compte-rendu est publié à cette occasion par Axylia.
Lors du Sommet pour le climat de New York en 2014, parmi les 350 investisseurs signataires d'une déclaration reconnaissant l'impact du changement climatique sur leurs portefeuilles financiers, on trouve la Caisse des dépôts et les acteurs publics de la retraite (Fonds de réserve pour les retraites, l’Erafp, l’Ircantec). Le FRR et l'ERAFP s'engagent également à décarboner leurs investissements.
En novembre 2020, Vincent Auriac publie la première étude sur le profil extra-financier des fonds labellisés ISR.

## Croissance des fonds investis
Une étude de Novethic montre qu'en 2006, l’ensemble du marché de l’ISR (OPCVM et fonds dédiés) a progressé de 88 % et s'établit à 16,6 milliards d’euros. La répartition de l'origine des fonds est en faveur des fonds d'investissement (10 milliards, contre 6 en provenance des particuliers). 
En 2010, la tendance de fond se confirme. Le poids des particuliers augmente de 111 % et atteint 15 milliards d'euros d'encours, mais les investisseurs institutionnels demeurent majoritaires avec 69 % des encours totaux ISR. 
Fin 2013, les encours ISR atteignent près de 170 milliards d'euros. En 2019, il double et atteint 278 milliards d’euros. 

## Politiques publiques
Le premier label ISR est le label Novethic, proposé par la Caisse des dépôts et consignations. En 2013, AMUNDI (1er acteur en France) a obtenu une certification de la part de AFNOR Certification sur sa gestion de ses fonds ISR après l'abandon du label Novethic.
La ministre de l'Environnement Ségolène Royal crée en 2015 le label TEEC pour « Transition énergétique et écologique pour le climat ». Il a pour ambition de « mobiliser une partie de l’épargne au bénéfice de la transition énergétique et écologique et de porter l’excellence écologique française au plan européen ». L'obtention du label exige de suivre un cahier de charges, et le label est accordé par Afnor Certification et EY France. Un comité du label existe également et a les mêmes fonctions que celui du label ISR. Les premiers labels sont attribués en mai 2016. En 2019, le label TEEC change de nom et devient Greenfin. Il est considéré comme plus exigeant que le label ISR. 
Le ministre des Finances Michel Sapin acte la création du label ISR avec le décret n°2016-10 du 8 janvier 2016. L'obtention du label exige de la part du fonds d'investissement d'obéir à un cahier de charges minimal ; il est attribué par deux organismes certificateurs choisis par l’État que sont Afnor Certification et EY France. Leur accréditation est renouvelée par le Comité français d'accréditation (COFRAC). Un comité du label ISR est installé afin de définir ses grandes orientations et éventuellement les évolutions du référentiel. Il est composé d'un président et de 12 membres. Un décret du 23 juillet 2020 a mis à jour le référentiel du label ISR.

## Typologie des investisseurs
Les investisseurs institutionnels jouent un rôle déterminant car ils créent des fonds ISR en actions ou en obligations. Selon la Tribune, des estimations récentes réalisées par des agences de notation montrent que « 45 % des investisseurs institutionnels français croient en une création de valeur ajoutée, née de la prise de responsabilité de la part des entreprises. Ce constat repose sur la conviction qu'une prise en compte des critères extra-financiers permet d'avoir une vision globale des risques supportés par les entreprises et peut donc avoir une influence significative sur leur performance à moyen et long termes. Ils sont convaincus que, dans le futur, les critères extra-financiers seront considérés davantage dans les décisions de placements par les gestionnaires de fonds ». 
Les acteurs du système bancaire français prennent également l'ISR au sérieux. L'approche bilan carbone initiée par la Caisse des dépôts pour sa propre politique d'investissement pourrait inspirer les modèles d'investissements selon le principe d'efficacité et le principe de neutralité carbone comme d'autres banques l'affichent déjà dans le monde. La Caisse d’épargne a proposé en 2007 l'étiquetage ISR de tous ses produits bancaires selon trois critères : risque financier, intensité carbone et prise en compte des impacts sociaux et environnementaux. Malheureusement, cette banque est revenue en arrière après une année et a abandonné cette démarche éthique et transparente.

## Popularité
L'ISR met toutefois du temps à croître et à gagner les faveurs du grand public. Selon Anne-Catherine Husson-Traoré, directrice générale de Novethic, « ce soudain engouement pour les fonds verts pose cependant un problème : il est difficile d'y voir clair, pour l'épargnant particulier, dans une offre assez peu structurée. Il y a confusion entre produits verts et fonds d'investissement socialement responsable (ISR). Ce sont deux catégories différentes, mais certains produits verts peuvent être ISR ».
Le concept d'investissement socialement responsable, s'il est connu des milieux financiers, demeure méconnu du grand public. Un sondage EIRIS-Ipsos de septembre 2014 estime que  6 % des Français seulement savent donner une définition précise de l'ISR ; plus de la moitié d’entre eux (52 %) disent accorder une place importante ou très importante aux critères sociaux et environnementaux dans leur décision de placement. 
Plusieurs initiatives ont visé à rendre l'ISR connue du grand public. La première est le Code de Transparence, dont la dernière mise à jour date de février 2013. Élaboré par l'Association Française de la gestion financière (AFG) et le FIR, ce code est la version française du Code européen de Transparence pour les fonds ISR ouverts au public. Il est obligatoire pour tous ces fonds. Il est accompagné d’un manuel qui fournit aux sociétés de gestion des indications supplémentaires, à même de les aider à apporter les réponses appropriées aux questions posées. 308 fonds gérés par 42 sociétés de gestion différentes avaient adhéré au code au 30 mars 2015.
De façon complémentaire au Code de Transparence, Novethic, une filiale de la Caisse des dépôts, remet des labels attribués aux fonds ISR dont la gestion prend systématiquement en compte des critères environnementaux, sociaux et de gouvernance. Leurs promoteurs doivent expliquer publiquement la nature des pratiques ISR retenues, publier un rapport régulier portant sur les caractéristiques ISR des fonds ainsi que sa composition intégrale et détaillée. En 2014, Novethic a labellisé 116 fonds.
Grâce à ces deux initiatives, la France représente un des marchés les plus structurés d'Europe. 